# Michel Rolnikas
Michel Rolnikas, né le 28 janvier 1908 à Plingeo-Telsiai (Plungė), en Lituanie et mort fusillé comme otage le 20 septembre 1941 au  Mont-Valérien, est un avocat, militant syndicaliste, communiste et résistant français.

## Biographie
Fils d'un exploitant d'une petite entreprise de tissus, d'origine juive, Michel Rolnikas vient étudier en France et passe une licence en droit en 1930.
En Lituanie où il revient pour aider ses parents, il participe aux actions du Parti communiste et est responsable local du Secours rouge international.
Il retourne poursuivre ses études à Paris et soutient une thèse de droit sur le mouvement syndical en Union soviétique. Il travaille comme avoué. Naturalisé français le 9 janvier 1934, il accomplit son service militaire, terminant caporal-chef.
En 1936, Michel Rolnikas adhère au syndicat CGT des clercs de notaires puis, à la section du 20e arrondissement du Parti communiste.
À partir de 1937, il exerce comme avocat, en collaboration avec Georges Pitard. Comme ce dernier et Antoine Hajje, il prend en charge la défense de militants syndicaux et communistes. Son nom figure dans une liste d’avocats à contacter par les militants communistes en cas d'arrestation (avec Maurice Boitel, Bernard Bloch, Jérôme Ferrucci et Sarotte).
Le 25 juin 1941, Michel Rolnikas est arrêté et interné à la demande de Karl Bömelburg, chef de la Gestapo en France, en même temps que Georges Pitard, Antoine Hajje, M. B., un ex-employé de mairie, Samuel Goldstein (déporté dans le convoi des 45000) et T.M. un « meneur actif ».
Condamné à mort par la Section spéciale auprès du Tribunal d'État, il fait partie des douze fusillés du 20 septembre 1941 au Mont-Valérien. Sur l'avis annonçant l'exécution sur les murs de Paris, signé par le général Otto von Stülpnagel, Militärbefehlshaber (commandant militaire pour la France et gouverneur militaire de Paris), les noms de Georges Pitard, Antoine Hajje et Michel Rolnikas sont placés en tête, qualifiés de « fonctionnaires communistes » pour Pitard et Hajje et « Juif, propagateur d’idées communistes » pour Michel Rolnikas.
Dans la dernière lettre à a compagne, Michel Rolnikas écrit : « (...) Dis à mes amis qu'une balle aura percé mon cœur, mais qu'on ne m'aura pas arraché l'idéal qui m'animait. ».

## Hommages
La ville de Stains a donné le nom de Michel Rolnikas à une rue.
Une plaque commémorative est apposée au 43 avenue Gambetta, Paris 20e arrondissement où il a habité.

## Mention honorifique
La mention « Mort pour la France » lui est attribuée par l’ONAC de Caen en date du 13 septembre 2011.